# Beddgelert
Beddgelert falu Észak-Walesben, Gwynedd grófságban. A település nevének jelentése walesi nyelven Gelert sírja.

## Fekvése
A Snowdonia Nemzeti Park területén található, a Glaslyn és Colwyn folyók összefolyásánál.

## Története
A falu nevét a legenda I. (Nagy) Llewelyn hűséges kutyájához, Gelerthez köti. (A Gelert sírjaként mutogatott turistalátványosság valószínűleg egy 18. századi vendégfogadós ügyködésének eredménye, aki a legendától az idegenforgalom fellendítését remélte.) A valószínűbb az, hogy a település névadója egy Celert vagy Cilert nevű keresztény misszionárius, aki a 8. század elején került a vidékre.
A település első említése 1258-ból származik, Bekelert alakban, egy 1269-es feljegyzésben pedig Bedkelerd néven szerepel.

## Látnivalók
- Szent Mária plébániatemplom, 12. század
- Sygun Copper Mine - 18. századi rézbánya